# American Masters
American Masters ist eine PBS-Fernsehserie, die Biografien über Schriftsteller, Musiker, bildende und darstellende Künstler, Dramatiker, Filmemacher und andere Personen, die in der kulturellen Landschaft der Vereinigten Staaten aktiv waren. Sie wird von WNET in New York City produziert. Die Show wurde erstmals 1986 auf PBS ausgestrahlt. Bisher sind 32 Staffeln und ca. 230 Folgen erschienen.

## Geschichte
American Masters, eine Serie, „die Amerikas ‚größten geborenen und adoptierten‘ Künstlern gewidmet ist“, sollte ursprünglich im September 1985 Premiere haben; aus „logistischen Gründen“ wurde die Premiere auf den Sommer 1986 verschoben, obwohl am 16. Oktober 1985 ein American Masters „Special“ mit dem Titel Aaron Copland: A Self-Portrait ausgestrahlt wurde. Zu den vorgestellten Gruppen oder Organisationen gehörten bisher: Actors Studio, Algonquin Round Table, Group Theatre, Sweet Honey in the Rock, Women of Tin Pan Alley, Negro Ensemble Company, Juilliard School, die Beat Generation, die Singer-Songwriter der 1970er Jahre, Sun Records, Vaudeville und Warner Bros.